# Mesosa rosa coorgensis
Mesosa rosa coorgensis es una subespecie de escarabajo longicornio del género Mesosa, categorizada en la tribu Mesosini, de la subfamilia Lamiinae. Fue descrita por Breuning en 1968.

## Descripción
Mide 12-17 mm de longitud.

## Distribución
Se distribuye por India.